# Thomisus andamanensis
Thomisus andamanensis es una especie de araña cangrejo del género Thomisus, familia Thomisidae. Fue descrita científicamente por Tikader en 1980.

## Distribución
Esta especie se encuentra en India (islas Andamán).